# Paspalum parviflorum
Paspalum parviflorum là một loài thực vật có hoa trong họ Hòa thảo. Loài này được Rhode ex Flüggé mô tả khoa học đầu tiên năm 1810.